# Водно-болотні угіддя

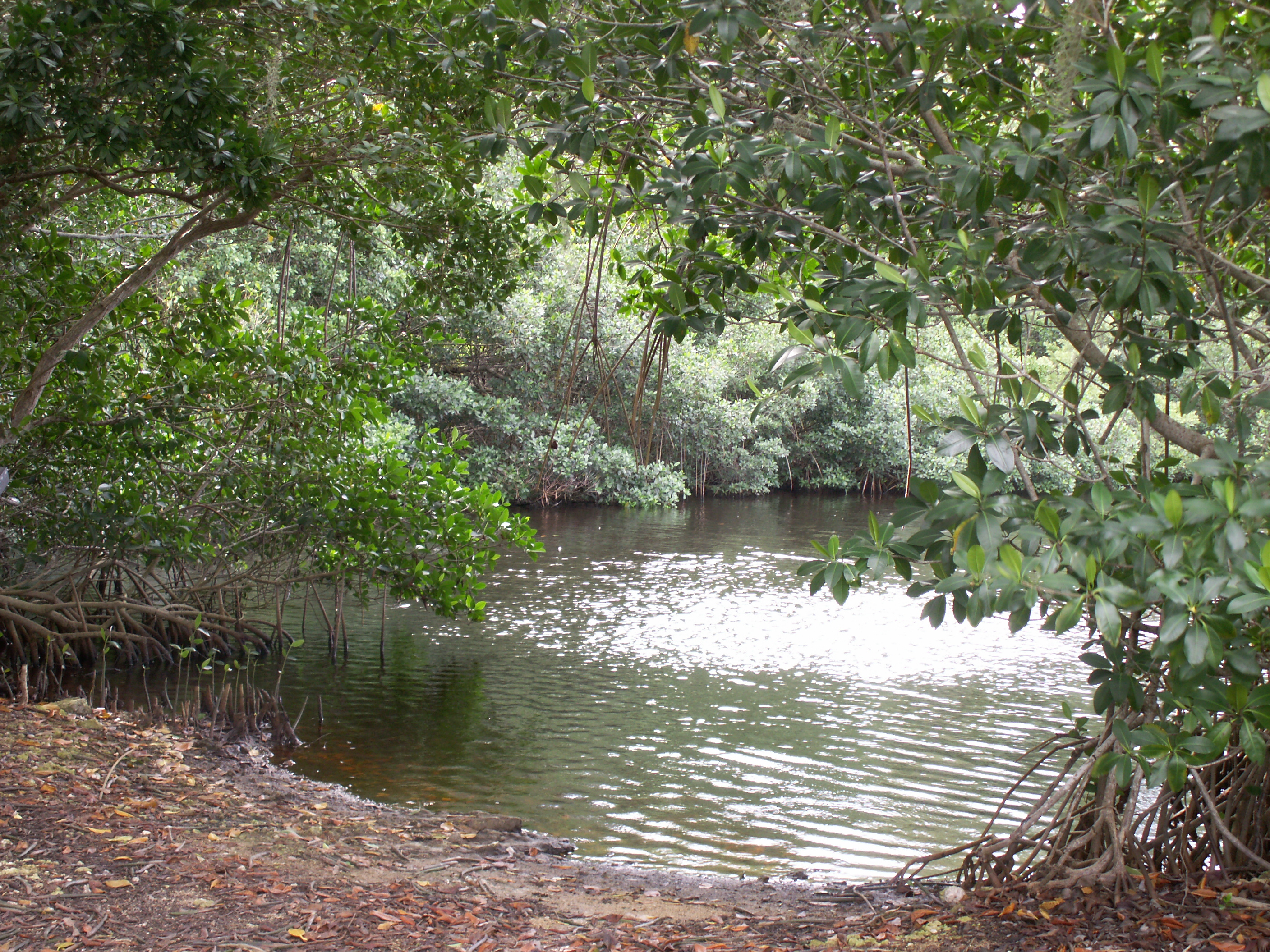
Флоридський Еверглейдс, найбільші водно-болотні угіддя у США

Во́дно-болотні угі́ддя (англ. wetlands) — ділянки місцевості, ґрунт яких є аквіфером з постійною або сезонною вологістю. Такі ділянки місцевості можуть бути частково або повністю зайняті водоймищами. Водно-болотними угіддями є мілководні озера чи ділянки морського узбережжя, верхові та низові болота, також деякі інші. Вода у водно-болотних угіддях може бути прісною, морською і солонуватою. Найбільші водно-болотні угіддя у світі — Пантанал, вони розташовані в Бразилії, Болівії та Парагваї.

### Рамсарська конвенція
У 1971 році прийнята міжнародна Рамсарська конвенція зі збереження водно-болотних угідь планети. 
Згідно із Рамсарською Конвенцією під водно-болотними угіддями розуміють райони маршів‚ боліт, драговин, торфовищ або водойм — природних або штучних‚ постійних або тимчасових‚ стоячих або проточних‚ прісних‚ солонкуватих або солоних‚ включаючи морські акваторії‚ глибина яких не перевищує шість метрів. Також Рамсарською Конвенцією зазначається, що вони можуть включати прибережні зони, які прилягають до водно-болотних угідь, острови, або інші природні утворення розташовані глибше ніж шість метрів під час відпливу, що знаходяться всередині угіддя. 

#### Загальновизнаними є п'ять типів водно-болотних угідь
1. морські, що включають в себе прибережні заболочені землі, прибережні лагуни, скелясті береги та коралові рифи;
2. лиманні — включають дельти, припливні болота та грязі, мангрові болота;
3. озерні — безпосередньо всі заболочені ділянки пов'язані з озерами;
4. річкові, що включають в себе заболочені ділянки вздовж річок та струмків;
5. болотисті — відносяться різні болота та заболочені місцевості.

#### Критерії Рамсарської конвенції
Критерії Рамсарської конвенції — спеціальні характеристики ВБУ міжнародного значення, що використовується Договірними сторонами та консультативними органами для внесення угідь до Рамсарського списку, на основі їхньої унікальності чи для збереження певних видів тварин та рослин. 
Вперше «Критерії для визначення водно-болотного угіддя міжнародного значення» були прийняті у 1974 р., а потім вдосконалені на наступних засіданнях, теперішні критерії були затверджені у 1990 Рекомендацією 4.2, до якої додаються критерії щодо риб. У 2005 р. доданий був критерій 9 та поправки щодо застосування інших критеріїв.
Наведені критерії для ідентифікації водно-болотних угідь міжнародного значення схвалені 7-ю (1999 р.) та 9-ю (2005 р.) Конференціями договірних сторін, замінивши попередньо схвалені:
Група критеріїв А. Угіддя, до складу яких входять типові, рідкісні або унікальні типи водно-болотних угідь:
Критерій 1: Угіддя потрібно розглядати як ВБУ міжнародного значення, якщо воно містить типовий, рідкісний чи унікальний приклад природного, чи квазіприродного типу водно-болотного угіддя, що існує у відповідному біогеографічному регіоні.
Група критеріїв Б. Угіддя, які мають міжнародне значення для збереження біорізноманіття та критерії щодо видів та екологічних угруповань:
Критерій 2: Угіддя потрібно розглядати як ВБУ міжнародного значення, якщо воно підтримує існування вразливих видів, тобто таких які знаходяться під загрозою зникнення, або видів, що зникають чи екологічних угруповань, яким загрожує небезпека;
Критерій 3: Угіддя потрібно розглядати як ВБУ міжнародного значення, якщо воно підтримує існування популяцій видів рослин або тварин, важливих для підтримання біологічного різноманіття певного біогеографічного регіону.
Критерій 4: Угіддя потрібно розглядати як ВБУ міжнародного значення, якщо воно підтримує види рослин та/або тварин на критичних стадіях їхніх життєвих циклів, або надає їм притулок при непритаманних їм умовам існування;
Виділяють також спеціальні критерії щодо водних птахів:
Критерій 5: Угіддя потрібно розглядати як ВБУ міжнародного значення, якщо воно регулярно підтримує знаходження в його межах понад 20 тис. водних птахів.
Критерій 6: Угіддя потрібно розглядати як ВБУ міжнародного значення, якщо воно регулярно підтримує існування тут 1 % чисельності осіб у популяціях одного виду або підвиду водних птахів.
Виділяють два спеціальні критерії щодо риб:
Критерій 7: Угіддя потрібно розглядати як ВБУ міжнародного значення, якщо воно підтримує важливі пропорції місцевих підвидів, видів або родин риб, деякі окремі стадії їхнього життєвого циклу, видову взаємодію чи популяції, які є репрезентативними щодо водно-болотних угідь або їхніх цінностей, і таким чином робить свій внесок у збереження глобального біологічного різноманіття.
Критерій 8: Угіддя потрібно розглядати як ВБУ міжнародного значення, якщо воно є важливим джерелом живлення для риб, нерестовищем, місцем для підростання мальків, а також міграційним шляхом, особливо якщо від нього залежать популяції риб як в межах угіддя, так і поза його межами.
Спеціальний 9 критерій щодо інших таксонів: Угіддя потрібно розглядати як ВБУ міжнародного значення, якщо воно регулярно підтримує існування тут 1 % чисельності осіб у популяціях одного виду або підвиду нелітаючих видів тварин, що залежать від ВБУ.

## Водно-болотні угіддя у світі
Станом на 25 лютого 2020 року до Списку міжнародних водно-болотних угідь погоджених Рамсарською Конвенцією входить 253 870 023 га. Кількість водно-болотних угідь становить 2388. Загалом 43 % площі ВБУ (110 млн га) знаходиться в Африці, 24 % (61,6 млн га) — у Південній Америці, третю позицію займає Європа це 11 % (28 21,4 млн га), по 9 % загальної площі ВБУ у Північній Америці та Азії — 23,6 та 21,4 млн га відповідно. Станом на 11 листопада 2020 р. до Списку міжнародних водно-болотних угідь погоджених Рамсарською Конвенцією входить 2388 ВБУ загальною площею 253,87 млн га. За 45 років кількість ВБУ зросла з 33 (1974 р.) до 2387 (2019 р.).

## Водно-болотні угіддя та поглинання вуглекислого газу
Процес поглинання вуглецю здебільшого опосередковується рослинами (водно-болотними макрофітами) через фотосинтез. Під час фотосинтезу рослини асимілюють атмосферний вуглекислий газ у своїх тканинах у формі простих цукрів, які перетворюються на складні матеріали, такі як лігнін і целюлоза, і відкладаються в листі, стеблах і коренях, і, нарешті, в ґрунті (у формі ґрунтового органічного вуглецю), коли рослини відмирають. Заразом відомо, що більшість водно-болотних рослин використовують атмосферний вуглекислий газ як основне джерело вуглецю, і через їх високі темпи валової первинної продукції порівняно з наземними рослинами, вони мають високу здатність до асиміляції вуглекислого газу.
Розкладання органічної речовини спричиняє утворення вуглекислого газу, який надалі вивільняється в атмосферу. Оскільки перезволоження формує безкисневі умови у водно-болотних угіддях, там переважає анаеробне розкладання. Анаеробне розкладання є набагато менш ефективним у порівнянні з аеробним розкладанням. Як наслідок, більшість органічних речовин у водно-болотних угіддях залишаються нерозкладеними й згодом похованими, що призводить до поглинання вуглецю..